# Гельге
Гельге (Helge, д/н — бл. 903) — конунг данів Ютландії та Фюна.

## Біографія
Про цього правителя відомого лише із записів Адама Бременського, якого розповів про своїх попередників король Свейн II. Висловлювалася думка, що міг був родичем Гудреда Мисливця, конунга Вестфольда (південна Норвегія).
Згідно Адама Бременського, Гельге став конунгом після смерті братів Сіґфреда і Гальфдана. Був улюблений своїм народом через його почуття справедливості і святості. Втім у 903 році проти нього виступив свейський король Олаф, який повалив Гельге, захопивши владу. Про долю Гельге невідомо: або він загинув, або втік до Британії чи Норвегії. Можливо правив в якійсь частині Ютландії.
Разом з тим сучасні історики ставлять під сумнів існування цього конунга, оскільки про нього не згадується з давніх сагах та інших хроніках IX століття.